# Bezgłowy kurczak Mike
Mike – kogut z rasy Wyandotte, który żył 18 miesięcy po odcięciu głowy.

## Ścięcie
10 września 1945 farmer Lloyd Olsen z miasta Fruita w stanie Kolorado usiłując zabić na kolację kurczaka, pięcioipółmiesięcznego Mike’a, tak uciął głowę, że większość pnia mózgu została w górnej, nieobciętej części kręgosłupa, ocalało także jedno ucho. Kurczak Mike stracił możliwość widzenia i gdakania, jednak nadal mógł słyszeć i regulować podstawowe funkcje życiowe.
Pomimo utraty dużej części tak ważnego organu, kurczak nadal wykazywał chęć do życia. Usiłował nawet nastroszyć się i zapiać, choć bez głowy nie było to możliwe. Gdy ptak przez dłuższy czas nie umierał, farmer zdecydował  pozostawić go przy życiu – karmił go drobnym ziarnem i płynami przez zakraplacz. Kurczak dość dobrze utrzymywał równowagę, chodził dość pewnie i spał na grzędzie. Codziennie o świcie usiłował zapiać, co brzmiało jak bulgotanie. Mike dość często jednak dusił się swoim śluzem, który rodzina Olsena usuwała za pomocą strzykawki.
Brak głowy nie zahamował także wzrostu Mike’a, który w momencie ścięcia ważył 1,1 kg, a przytył do 3,6 kg, zanim padł.

## Sława
Wkrótce osobliwość została zauważona przez opinię publiczną. Bezgłowy kurczak stał się atrakcją w objazdowym muzeum dziwnych stworzeń takich jak np. dwugłowe cielę. Zdjęcia Mike’a zamieszczały także różnorodne gazety i magazyny. Sam Olsen został ostro skrytykowany przez ówczesnych obrońców praw zwierząt, którzy uważali, że nie powinien zostawiać przy życiu tak okaleczonego ptaka.
Same pokazy były dość dochodowym przedsięwzięciem. Olsen, który za wejście żądał 25 centów, zarabiał miesięcznie do 4500 ówczesnych dolarów (50 tysięcy w obecnej wartości). Zakonserwowana głowa ptaka także była pokazywana, lecz nie była to oryginalna głowa Mike’a, bo ta została zjedzona przez kota.

## Śmierć
Mike padł w marcu 1947 w motelu w Phoenix, kiedy Olsen zatrzymał się na noc w trakcie podróży do domu z tournée. Mike dostał duszności w środku nocy. Ponieważ Olsen zapomniał zabrać strzykawki z miejsca ostatniego pokazu, nie zdołał uratować kurczaka.

## Mike legendą Fruity
Obecnie Mike jest atrakcją turystyczną miasta Fruita. Począwszy od 1999 odbywa się tam, w trzeci weekend maja, doroczny „Mike Headless Chicken Day”. Przyjeżdżający turyści korzystają z takich atrakcji jak bieg bezgłowego kurczaka, rzut jajkiem, przypinanie głowy do kurczaka, czy też kurze bingo.